# Leopold (Indiana)
Leopold és una població dels Estats Units a l'estat d'Indiana. Segons el cens del 2000 tenia 720 habitants.

## Demografia
Segons el cens del 2000, Leopold tenia 720 habitants. La densitat de població era de 8,7 habitants/km².
Cap de les famílies estaven per davall del llindar de pobresa.